# Nhà ga Phra Chom Klao
Nhà ga Phra Chom Klao (tiếng Thái: ป้ายหยุดรถไฟพระจอมเกล้า) là một nhà ga đường sắt thuộc Tuyến Đông nằm trong khuôn viên của Viện Công nghệ Ladkrabang của vua Mongkut (KMITL), phó huyện Lat Krabang, quận Lat Krabang, phía Đông Bangkok.
Nó nằm cách 30.33km (18 mi) từ Hua Lamphong (nhà ga Bangkok) và cách 830m (2,723 ft) đến nhà ga kế tiếp, Hua Takhe.